# 233
- Wikisource

| Calendário gregoriano                                                        | 233 CCXXXIII                    |
| Ab urbe condita                                                              | 986                             |
| Calendário arménio                                                           | -319 – -318                     |
| Calendário bahá'í                                                            | -1611 – -1610                   |
| Calendário budista                                                           | 777                             |
| Calendário chinês                                                            | 2929 – 2930                     |
| Calendário copta                                                             | -51 – -50                       |
| Calendário etíope                                                            | 225 – 226                       |
| Calendários hindus - Vikram Samvat - Calendário nacional indiano - Cáli Iuga | 288 – 289 154 – 155 3333 – 3334 |
| Calendário Holoceno                                                          | 10233                           |
| Calendário islâmico                                                          | 401 BH – 400 BH                 |
| Calendário judaico                                                           | 3993 – 3994                     |
| Calendário persa                                                             | 389 BP – 388 BP                 |
| Calendário rúnico                                                            | 483                             |
| Calendário solar tailandês                                                   | 776                             |

233 (CCXXXIII, na numeração romana) foi um ano comum do século III que começou numa terça-feira, segundo o calendário juliano.  Segundo o horóscopo chinês, foi o ano do Boi.
| Ano completo                       |
| ---------------------------------- |
| Ano comum com início à terça-feira |

## Eventos
- Alexandre Severo celebra em Roma uma vitória na guerra contra a Pérsia.

## Nascimentos
- Chen Shou - historiador chinês que escreveu os Registos dos Três Reinos[4]

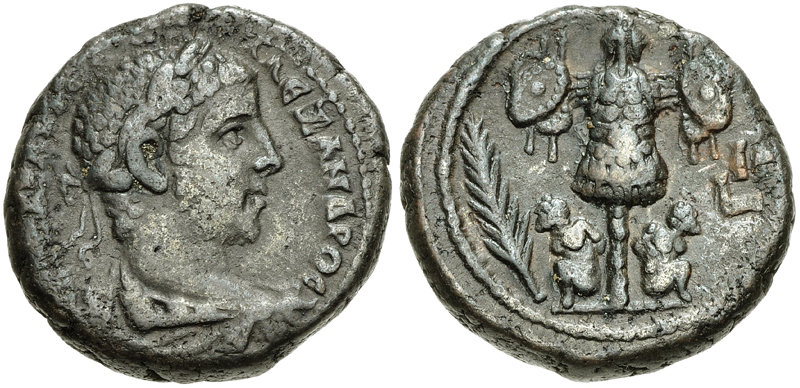
Moeda comemorativa da vitória de Alexandre Severo.